# Ioana Diaconescu
Ioana Diaconescu (Bucarest, 30 giugno 1979) è un'ex nuotatrice rumena.
Specializzata nello stile libero, ha partecipato alle Olimpiadi di Atlanta 1996.

## Palmarès
- Europei

Helsinki 2000: oro nella 4 × 200 m sl.
- Universiade

Palma di Majorca 1999: oro nei 100 m sl e argento nei 200 m sl.